# El pequeño vampiro se cambia de casa
El pequeño vampiro se cambia de casa (en alemán Der Kleine Vampir) es el segundo libro de la saga del mismo nombre, escritos por Angela Sommer-Bodenburg.

## Trama
El pequeño vampiro es expulsado de la cripta porque tía Dorothee descubre que tiene contacto con humanos. Rüdiger necesita que Anton le deje colocar el ataúd en el sótano de sus padres. Con ello comienza un período estresante para Anton, pues no sólo tiene que convencer a sus padres de que no bajen al sótano, sino también lidiar con el problema de los vecinos, que notan el penetrante olor de Rüdiger. Por otro lado, una noche hay una gran fiesta de vampiros en las ruinas del Valle de la Amargura (Jammertal). Anton va al baile de los vampiros disfrazado y maquillado. Allí aprende cosas acerca de las sorprendentes celebraciones de estos seres, como la de hacer una votación para ver quién tiene el honor de ser el que huele más fuerte.
- Datos: Q5826117